# Акопян Грач'я Миколайович
Грач'я Миколайович Акопян (нар. 12 квітня 1935 — пом. 3 травня 1982) — радянський вірменський художник та графік.

## Життєпис
Народився 12 квітня 1935 р. в м Ханларі (зараз це м. Гейгель — місто в Азербайджані, адміністративний центр Гейгельского району в Азербайджані. Помер 03 травня 1982 року в м. Єреван.
У 1939 році його сім'я переїжджає в міста Єреван. З 1951—1956 рр.- навчається в Єреванському художньому училищі ім. Ф. Терлемезяна. А з 1957 по 1963 роки, проходить навчання в Єреванському театрально-художньому інституті.
Починаючи з 1964 р. — постійний учасник республіканських, всесоюзних і закордонних виставок. У 1966 році — вступив до Спілки художників СРСР. Протягом чотирьох років з 1966 року — викладає в Єреванському театрально-художньому інституті.
У 1973 р. — обраний до правління Спілки художників Вірменії.

## Основні роботи
1976—1977рр. — панно для будинку культури фірми «Масіс» на загальну тему «Взуття». 1978р. - виконує поліптих для фірми «Масіс» на тему «Хантаро».
1979—1981рр. — ескізи для розпису фоє театру опери та балету ім. О. Спендіарова.
1981—1982рр. — серія картин «Розп'яття».
На жаль, лиш після смерті художника стали організовуватися персональні виставки: тричі в Москві, двічі в Ленінграді, потім в Петербурзі, в Одесі, Парижі і чотири рази в Єревані.